# Scytodes lewisi
Scytodes lewisi är en spindelart som beskrevs av Alayón 1985. Scytodes lewisi ingår i släktet Scytodes och familjen spottspindlar.
Artens utbredningsområde är Jamaica. Inga underarter finns listade i Catalogue of Life.